# Большая Кавендра
Большая Кавендра — село в Наровчатском районе Пензенской области России. Административный центр и единственный населённый пункт Большекавендровского сельсовета.

## География
Село находится в северо-западной части Пензенской области, в пределах западного склона Приволжской возвышенности, в лесостепной зоне, на левом берегу реки Мокши, на расстоянии примерно 2 километров (по прямой) к юго-юго-востоку от села Наровчат, административного центра района. Абсолютная высота — 137 метров над уровнем моря.

### Климат
Климат характеризуется как умеренно континентальный, с холодной продолжительной зимой и тёплым летом. Среднегодовая температура воздуха — 3,6 — 3,8 °C. Средняя температура воздуха самого тёплого месяца (июля) — 20 °C; самого холодного (января) — −13 °C. Безморозный период длится 128 дней. Продолжительность вегетационного периода — в среднем 176 дней. Среднегодовое количество атмосферных осадков составляет 538 мм, из которых большая часть выпадает в тёплый период. Снежный покров устанавливается в конце ноября и держится в течение 136 дней.

### Часовой пояс
Село Большая Кавендра, как и вся Пензенская область, находится в часовой зоне МСК (московское время). Смещение применяемого времени относительно UTC составляет +3:00.

## Население
| 1795  | 1864  | 1877  | 1897  | 1912  | 1923  | 1926  |
| ----- | ----- | ----- | ----- | ----- | ----- | ----- |
| 962   | ↗1491 | ↗1700 | ↗2199 | ↗2854 | ↗3048 | ↘2715 |
| 1930  | 1937  | 1959  | 1970  | 1979  | 1989  | 1992  |
| ↗3035 | ↘1607 | ↗1694 | ↘1408 | ↘1147 | ↘966  | ↘947  |
| 1998  | 2002  | 2010  | 2012  | 2013  | 2014  | 2015  |
| ↘859  | ↘812  | ↘629  | ↘607  | ↘593  | ↘579  | ↘557  |
| 2016  | 2017  | 2018  | 2021  |       |       |       |
| ↘547  | ↘534  | ↘526  | ↘524  |       |       |       |

### Национальный состав
Согласно результатам переписи 2002 года, в национальной структуре населения русские составляли 99 % из 812 чел.